# Rheumaptera cunctata
Rheumaptera cunctata är en fjärilsart som beskrevs av Pieter Cornelius Tobias Snellen 1874. Rheumaptera cunctata ingår i släktet Rheumaptera och familjen mätare. Inga underarter finns listade.